# Syngonanthus latifolius
Syngonanthus latifolius är en gräsväxtart som först beskrevs av Harold Norman Moldenke, och fick sitt nu gällande namn av Nancy Hensold. Syngonanthus latifolius ingår i släktet Syngonanthus och familjen Eriocaulaceae. Inga underarter finns listade i Catalogue of Life.